# Малков, Игорь Алексеевич
И́горь Алексе́евич Малко́в (род. 9 февраля 1965, Первоуральск, Свердловская область, РСФСР, СССР) — советский конькобежец, олимпийский чемпион 1984 года. Заслуженный мастер спорта СССР (1984). Почетный гражданин города Первоуральска. Единственный советский/российский конькобежец, выигравший дистанцию 10 000 метров на Олимпийских играх.

## Биография
Окончил факультет физического воспитания Свердловского государственного пединститута.
Был подопечным заслуженного тренера СССР Альберта Демина.
Чемпион Европы 1983 года на дистанции 5 000 метров. Чемпион зимних Олимпийских игр 1984 года в беге на 10000 м, серебряный призёр этих Игр на дистанции 5000 м.
Бронзовый призёр чемпионата мира 1985 года на дистанции 10 000 метров.
Неоднократный рекордсмен мира, СССР по конькобежному спорту.
Во время Игр в Сараево Игорю исполнилось всего 19 лет. Несмотря на это, молодой стайер удивил всех, победив на самой длинной дистанции в коньках, став таким образом первым советским конькобежцем, чемпионом Олимпийских игр в беге на 10 000 м. На тот момент Малкову было 19 лет и 9 дней.
На дистанции 5000 метров проиграл Томасу Густафсону 0.02 сек. (230 мм), а на дистанции 10 000 метров Густафсон проиграл Малкову 0.05 сек. или 530 мм. (для сравнения длина бегового конька — 425 мм)
Окончил факультет физического воспитания Свердловского государственного педагогического института, ныне Институт физической культуры Уральского государственного педагогического университета (УрГПУ) г. Екатеринбург. 
С 2022 года является главным специалистом отдела физической культуры и спорта Администрации Академического района города Екатеринбурга 
С 2023 года является сотрудником государственного автономного учреждения «Центр по организации и проведению физкультурных и спортивных мероприятий Свердловской области» 

## Награды
За свои спортивные достижения был награждён:
- 1984 — Орден Дружбы народов;
- звание Почётный гражданин Первоуральска.